# Aktiebolag
Aktiebolag (för svenska förhållanden ofta förkortat AB eller Ab (på finlandssvenska)) är en ursprungligen engelsk bolagsform som kännetecknas av att delägare kan köpa och sälja andelar i bolaget, och således inte personligen behöver vara aktiva i bolaget, samt att det krävs ett signifikant insatskapital, så kallat aktiekapital. Varje aktieägare äger en andel av bolaget, av vilket kvantiteten klarläggs i ett aktiebevis. Idag ger i princip alla länder med fungerande rättsväsen och ekonomi möjligheten för individer att gå samman i bolag och tillsammans bilda en juridisk person, i former som varierar och liknar dem för aktiebolag.
I flera länder, främst i Europa, skiljer man mellan privata och publika aktiebolag. På svenska skiljer man dem ofta genom (publ) efter firmanamnet (Sverige) eller genom beteckningen Abp i stället för Ab (Finland). I Norge används förkortningen AS, och i Danmark  förkortningen A/S (danska: aktieselskab, norska: aksjeselskap). Norska publika aktiebolag har förkortningen ASA.
I Sverige regleras aktiebolag i aktiebolagslagen (2005:551), som ersatte 1975 års lag.

## Aktiebolag som organisationsform
Ett aktiebolag kännetecknas i Sverige av att ägarna har ett begränsat ansvar för bolagets verksamhet. En aktieägare riskerar i princip bara sitt inbetalda kapital och är i övrigt skyddad. Detta skall emellertid inte förväxlas med styrelseledamöter och verkställande direktör (VD), som har ett långtgående ansvar för bolagets verksamhet, såväl civilrättsligt gentemot bolaget och (under vissa ytterligare förutsättningar) gentemot aktieägare och andra tredje män, som straffrättsligt om de skulle begå brott i bolaget. Ett aktiebolag skiljer också sig från andra bolagsformer, då det saknar internt ägarskap (därav aktier). Med det menas att även om ägare eller andelsägare i aktiebolaget kan arbeta inom bolaget, som anställda eller kontrakterade, så är de när de agerar i egenskap av ägare alltid utomstående bolaget.
I anglosaxiska länder finns det ett antal olika typer av aktiebolag, varav vissa har begränsat ansvar (limited liability), medan andra har obegränsat ansvar (unlimited liability). I dessa länder existerar också termen "Incorporation" (förkortat Inc.), som visserligen kan hänvisa till andra former av organisation än aktiebolag, men oftast innefattar aktiebolag, och i detta fall innebär att aktiebolaget helt saknar personlig koppling till ägare, vilket innebär att det med enkelhet kan byta ägare. En exakt motsvarighet av detta ord finns inte i Svensk lag, och saknar således juridisk mening i Sverige. 

### Historia
De första diskussionerna om att använda aktiebolagsformen i Sverige inleddes under liberaliseringsreformerna åren 1848–1864, och ledde till att Riksdagen 1847–1848 antog Sveriges första aktiebolagslag. Bolagsformen drevs fram som en effekt av industrialiseringen av Sverige. De viktigaste elementen var att aktieägarna inte hade något personligt ansvar för bolagets verksamhet, och att bolagen ålades att hålla en årlig bolagsstämma där verksamhet och ekonomi redovisades.

### Juridisk person
Ett aktiebolag är en juridisk person (persona ficta) och kan därför till exempel ingå avtal, äga tillgångar, ådra sig skulder, ha anställda, bli stämt inför domstol. Bolaget företräds av sin styrelse, av utsedda firmatecknare eller av VD. Även anställda kan genom sin ställning i bolaget företräda det på grund av ställningsfullmakt.

### Handel
Ett aktiebolag är i praktiken ett forum för trepartshandel mellan följande grupper:
1. Ägare, alltså aktieinnehavare som eftertraktar finansiella medel (vinst) och erbjuder ekonomiska resurser, i form av kapital.
2. Funktionärer, alltså anställda, uppdragstagare samt andra kontrakterade parter, som eftertraktar kompensation och erbjuder arbetskraft för detta.
3. Nyttjare, alltså kunder, klienter och andra intressenter, som eftertraktar produkter och tjänster, och erbjuder finansiella medel för detta.

Då ett aktiebolag per definition är involverat i trepartshandel om det innehar egen försäljning och tillgångar, så måste aktiebolagets organisationsdesign reflektera detta till den grad att den hjälper till att stärka och facilitera trepartshandeln, istället för att bromsa och förhindra denna, eftersom det är just effektiviteten i denna trepartshandel som utgör källan till bolagets vinstmarginaler.
Notera att trepartshandeln förutsätter att faktisk försäljning och tillgångar finns inom bolaget, så ovanstående gäller alltså inte exempelvis förvaltningsbolag ("holdingbolag") och andra skalbolagsformer.

### Skattesubjekt
Ett aktiebolag är normalt ett eget skattesubjekt som är skyldigt att deklarera för sina inkomster och betala skatt på sina vinster.
Det här gör att skiljelinjen mellan ett bolag och dess ägare är mycket tydlig. Till och med i det minsta aktiebolag, där samma person är ägare, styrelseledamot och enda anställd, är man just anställd i sitt aktiebolag precis som vilken annan anställd som helst. En ägare som arbetar i företaget kan ta ut lön som beskattas på samma sätt som för andra anställda. Om närstående personer till någon av ägarna anställs i företaget måste den lön som betalas ut vara marknadsmässig (för att undvika olovlig skatteplanering) – däremot kan ägarna själva ta ut valfri lön oberoende av vad som kan anses marknadsmässigt i förhållande till arbetsinsatsen. Förutom lönen kan ägarna också få aktieutdelning från bolagets vinst. 
Särskilda regler gäller för fåmansföretag, som innebär att det i många fall är skattemässigt gynnsammare för ägarna av små aktiebolag att ta ut en del av sin lön som aktieutdelning. 

### Privata och publika aktiebolag
I flera länder, främst i Europa, skiljer man på privata och publika aktiebolag. Endast publika aktiebolag får sprida sina aktier till allmänheten, notera aktier på en aktiebörs eller någon annan organiserad marknadsplats. Publika aktiebolag måste ha ett större belopp i aktiekapital samt beteckningen Abp (finska: Oyj) i Finland. I Sverige måste det framgå av bolagsordningens första paragraf (Firma) att bolaget är publikt och ofta tilläggs (publ) efter bolagsnamnet. Det finns även skarpare krav vad gäller tillsättning av styrelseledamöter, styrelsens och VD:s informationsplikt gentemot aktieägare med mera. I ett publikt aktiebolag får aldrig styrelsens ordförande och VD vara samma person. Publika aktiebolag behöver ha ett aktiekapital som uppgår till minst 500 000 SEK. Aktierna kan spridas till allmänheten; detta behöver dock inte ske på en organiserad marknadsplats.

### Förbjudna lån
Eftersom alla uttag som ägarna gör ur företaget ska beskattas finns det ett generellt förbud mot att låna ut pengar från företaget till ägarna eller deras närstående. Undantag från denna regel kan göras när lånet är affärsmässigt motiverat, t.ex. att pengarna ska användas för en investering som även det utlånande företaget har nytta av. Det är också tillåtet att låna pengar mellan företag som tillhör samma koncern – det vill säga när det finns möjlighet att betala koncernbidrag mellan företagen. 

#### Otillåten värdeöverföring
Att föra över pengar från företaget till ägaren räknas som en otillåten värdeöverföring, om det inte finns någon tillåten grund för värdeöverföring:
- Löneutbetalning
- Aktieutdelning (beslutat vid bolagsstämma)
- Återbetalning av lån (när ägaren lånat ut pengar till företaget)

## Styrning
Ett aktiebolag styrs av tre beslutande organ på olika nivåer, nämligen bolagsstämman, styrelsen och – i förekommande fall – verkställande direktören. Till dessa tre bolagsorgan kommer i många bolag ett fjärde kontrollerande organ, nämligen revisorerna.

### Bolagsstämma
Bolagsstämman är aktiebolagets högst beslutande organ och utgörs av de aktieägare, som efter kallelse som skett enligt aktiebolagslagen, samlats till bolagsstämma. Årsstämma benämns den ordinarie bolagsstämma som skall hållas en gång per år, då aktieägarna beslutar om de viktigaste frågorna för bolaget. På årsstämma behandlas bland annat fastställelse av årsredovisning för föregående verksamhetsår. Andra frågor som behandlas av en årsstämma kan vara val av styrelse och revisor(er), utdelning till aktieägarna samt ändringar i bolagsordningen. Det kan även finnas andra frågor av särskild betydelse för bolaget som beslutas på stämman. Extra bolagsstämma kan hållas när som helst under året om man behöver besluta i frågor som inte kan vänta till nästföljande årsstämma.

### Styrelse
Styrelsen ansvarar för bolagets förvaltning och organisation under räkenskapsåret. En av styrelsens viktigare uppgifter är att utse bolagets VD. Hur styrelsen utses stadgas i bolagsordningen. Styrelsen väljs vanligen av bolagsstämman. Bolagsordningen kan även stadga att styrelsevalet skall beredas av en valberedning, något som blir mer och mer vanligt i större bolag. Valberedningen föreslår bl.a. antal styrelseledamöter, namn på ledamöterna och arvode, för beslut på stämman.
Styrelsen skall enligt lag utarbeta en arbetsordning som beskriver hur styrelsearbetet skall bedrivas och fördelas mellan respektive ledamot och eventuell VD, samt i förekommande fall en instruktion till VD, så kallad VD-instruktion. Styrelsen ansvarar kollektivt för bolagets förvaltning, vilket innebär att varje ledamot måste ta ett stort ansvar för att vara insatt även i frågor som ledamoten inte själv handlägger. I styrelsen har varje ledamot en röst. Om man blir nedröstad i en omröstning kan man reservera sig mot beslutet, vilket innebär att man i protokollet noterar att ledamoten röstade mot beslutet och anför skälen för detta. Detta kan få stor betydelse i ansvarsfrågor, för hur bolagsstämman väljer att rösta när det gäller ansvarsfrihet för styrelsen samt vid eventuell brottsutredning.
Styrelsens ordförande har ett särskilt ansvar för styrelsearbetet, bland annat genom att tillse att alla frågor behandlas och kommer till beslut samt att kalla ledamöterna till styrelsens sammanträden.

### Verkställande direktör (VD)
Den verkställande direktören tillsätts av styrelsen och ansvarar för bolagets löpande förvaltning. VD har enligt lag rätt att besluta om löpande förvaltningsåtgärder. I övrigt är det styrelsen som avgör vilken beslutanderätt VD skall ha. Detta beskrivs i bolagets arbetsordning.
VD har ett stort ansvar för bolaget och har därför lagenlig rätt att deltaga på styrelsemöten (förutom vid handläggning av vissa frågor, som rör honom/henne själv som till exempel lön eller annan ersättning). VD har rätt att få avvikande uppfattning noterad till protokollet även om vederbörande inte sitter i styrelsen.
Privata aktiebolag behöver inte utse VD. Publika aktiebolag skall ha en VD, som inte samtidigt kan vara styrelsens ordförande.

### Revisor(er)
Bolagsstämman kan utse en eller flera revisorer som för bolagets intressenter såsom delägare och staten granskar bolagets räkenskaper, årsredovisning och styrelse och VD:s förvaltning av bolaget. Revisorn skriver en revisionsberättelse som biläggs årsredovisningen och skall där tillstyrka eller avstyrka bolagets resultat- och balansräkningar och förslag till disposition av bolagets vinstmedel eller behandling av ansamlade förluster, samt föreslå om årsstämman kan till- eller avstyrka ansvarsfrihet för styrelsen och verkställande direktören. För större bolag och bolag under finansinspektionens tillsyn är det obligatoriskt med revision. För mindre bolag är det frivilligt. 
Revisorer i aktiebolag är skyldiga att rapportera till polis och åklagare om de misstänker ekonomisk brottslighet i bolaget.
I vissa fall skall även revisionsberättelsen insändas till Skatteverket, till exempel om bolaget inte har fullgjort sin skyldigheter vad gäller redovisning och betalning av skatter och avgifter.

## Aktie
Den som äger en aktie i ett aktiebolag äger en andel av bolaget. Aktier har därför ett antal egenskaper och nyckeltal kopplade till sig.

### Aktieslag
Huvudregeln är att alla aktier har lika rätt.
Aktier kan emitteras i olika aktieslag. Oftast benämns dessa A- och B-aktier. Det som skiljer olika aktieslag åt är normalt det så kallade röstetalet, det vill säga hur många röster varje aktie berättigar till på bolagsstämman men det kan också finnas andra skillnader. Preferensaktier kan ge företräde till utdelning.
B-aktier är normalt röstsvagare än A-aktier (men har samma nominella belopp). Ett företag som behöver ta in nya pengar och sprida ägandet men ändå vill behålla röstmajoriteten kan emittera röstsvagare B-aktier.

### Kvotvärde
Kvoten mellan ett aktiebolags aktiekapital och antalet utestående aktier kallas numera för kvotvärde. Tidigare benämndes kvoten nominellt belopp. I och med den nya Aktiebolagslagen (2005:551), som infördes 2006-01-01, togs begreppet nominellt belopp bort. I bolagsordningen behöver inte heller längre det nominella beloppet anges. I stället skall lägsta och högsta antal aktier anges, samt storleken på aktiekapitalet.

### Utdelning
Ett aktiebolag kan dela ut vinst till aktieägarna genom utdelning eller aktieåterköp.
Det bundna egna kapitalet (i första hand aktiekapitalet) får aldrig delas ut till aktieägare utan kan endast tas i anspråk efter förluster, genom nedsättning av aktiekapitalet eller upplösning av bolaget genom likvidation eller efter konkurs.

### Nyckeltal

#### Vinst per aktie
Vinsten i ett bolag dividerat med antalet utestående aktier, och är lättare för en aktieägare att relatera till än den totala vinsten.

#### Utdelning per aktie
Totala utdelningen dividerat med antalet aktier. Det är detta belopp som varje aktieägare får i utdelning för var och en av sina aktier.

#### P/E-tal
P/E-talet, aktiekursen dividerat med vinsten per aktie, ger en kvot som talar om hur många gånger den uppvisade vinsten per aktie som aktien kostar.
P/E-talet ger en fingervisning om hur högt eller lågt värderad en aktie är i förhållande till den faktiskt uppvisade vinsten. Det finns dock många andra faktorer som också påverkar en aktiekurs, till exempel bolagets tillväxt.